# 阿尔比亚诺伊夫雷亚
阿尔比亚诺伊夫雷亚（意大利语：Albiano d'Ivrea），是意大利皮埃蒙特大区都灵省的一个市镇。人口1778(2010年12月31日)。
Albiano d'Ivrea 与以下市镇相邻: Bollengo, Ivrea, Palazzo Canavese, Piverone, Azeglio, Caravino, Vestignè.